# Harry Haywood
Harry Haywood (South Omaha, 4 de febrer de 1898 - Comtat d'Arlington, 4 de gener de 1985) va ser un activista polític estatunidenc, una figura destacada tant del Partit Comunista dels Estats Units d'Amèrica (CPUSA) com del Partit Comunista de la Unió Soviètica (PCUS), i que va vincular la filosofia política amb la qüestió racial.
El 1926, juntament amb altres comunistes afroamericans va viatjar a la Unió Soviètica per a estudiar l'efecte del comunisme en els problemes racials presents als Estats Units d'Amèrica (EUA). El seu esforç va donar lloc a la seva elecció per a encapçalar la sectorial negra del Partit Comunista. El seu treball també va incloure la creació d'un grup de suport en el cas Scottsboro Boys, un grup de nou adolescents afroamericans acusats injustament de violar dues dones blanques a l'estat d'Alabama el 1931 mentre viatjaven en un tren de mercaderies.
El primer llibre de Haywood va ser Negro Liberation, publicat el 1948. Després va escriure una autobiografia anomenada Black Bolshevik, que es va publicar el 1978. Va aportar una anàlisi teòrica rellevant al pensament marxista sobre la qüestió nacional dels afroamericans als EUA. També va ser cofundador del New Communist movement.

## Biografia
Harry Haywood va començar la seva militància unint-se a l'African Blood Brotherhood el 1922, a la Lliga Juvenil Comunista dels Estats Units el 1923 i al CPUSA el 1925. Poc després, Haywood va viatjar a Moscou per a estudiar, i en la seva sol·licitud de passaport va adoptar per primera vegada el pseudònim «Harry Haywood» a partir dels primers noms dels seus progenitors. A Moscou, va estudiar primer a la Universitat Comunista de l'Est i a l'Escola Internacional Lenin. Entre els revolucionaris anticolonialistes que hi va conèixer hi destaca el vietnamita Ho Chi Minh. Amb tot, va començar a defensar els drets de la població afroamericana argumentant que era captiva als Estats Units i que «han d'abraçar el nacionalisme negre per a evitar els efectes nocius de la integració». Va romandre a Moscou fins al 1930 com a delegat del Komintern.
Allà va treballar en comissions que s'ocupaven de la qüestió dels afroamericans als Estats Units, així com del desenvolupament de les «Tesis de la República Nativa» per al Partit Comunista de Sud-àfrica. Haywood va treballar per redactar les «Resolucions de la Komintern sobre la qüestió negra» de 1928 i 1930, que declaraven que els afroamericans del Sud dels Estats Units formaven una nació oprimida, amb dret a l'autodeterminació i la secessió.
Al CPUSA, Haywood va formar part del comitè central de 1927 a 1938 i del politburó de 1931 a 1938. El 1935 va dirigir la campanya Hands off Etiòpia al Black South Side de Chicago en oposició a la invasió italiana d'Etiòpia. Quan onze líders comunistes van ser jutjats en virtut de la Llei Smith el 1949, a Haywood se li va encomanar la tasca d'investigar per a la defensa.
Durant la seva estada de quatre anys i mig a la Unió Soviètica (1925–1930), Haywood va tenir una doble pertinença tant al CPUSA com al PCUS. Com a membre del PCUS, va viatjar per les repúbliques autònomes de la Unió Soviètica i va participar en les lluites tant contra l'Oposició d'esquerra encapçalada per Lev Trotski com contra l'Oposició de dreta dirigida per Nikolai Bukharin. En aquestes lluites i en altres, Haywood va fer costat a Ióssif Stalin.
Amb el Komintern, Haywood va ser assignat per a treballar amb la recentment creada Comissió Negra. En la seva obra principal Negro Liberation, va argumentar que l'arrel de l'opressió dels negres era la qüestió agrària no resolta al Sud. Creia que la inacabada revolució democràtica burgesa de la Reconstrucció havia estat traïda amb el Compromís Hayes-Tilden de 1877, en restar abandonats els afroamericans a les plantacions com a arrendataris i masovers, davant els governs Redeemers, les lleis de Jim Crow i el terror del Ku Klux Klan. Segons Haywood, l'auge de l'imperialisme va deixar els negres «sense terres i semiesclaus al sud».
Considerava que s'havia desenvolupat una nació afroamericana diferent que complia els criteris establerts per Stalin a Marxisme i la qüestió nacional: una comunitat de persones estable, històricament constituïda, formada sobre la base d'una llengua, un territori, una vida econòmica i cultura comunes. Com que els afroamericans del Sud constituïen una nació, Haywood proposava que la resposta correcta era una demanda d'autodeterminació, fins i tot el dret a separar-se dels Estats Units. Haywood considerava que només amb un poder polític genuí, que des d'un punt de vista marxista incloïa el control de les forces productives, com la terra, els afroamericans podrien obtenir una igualtat veritable com a requisit previ per a una unitat més àmplia de la classe treballadora.
La majoria dels membres del CPUSA que no estaven d'acord amb Haywood consideraven la qüestió de l'opressió afroamericana com una qüestió racista amb arrels morals, més que no pas una qüestió econòmica i política d'opressió nacional. Ho veien com un problema a resoldre amb el socialisme i sense necessitat d'una atenció especial fins després de la instauració de la dictadura del proletariat. El van criticar per caure «en el parany liberal burgès de considerar la lluita per la igualtat com una lluita principalment contra els prejudicis racials dels blancs». Haywood va contestar que la categoria de «raça» era una mistificació. Creia que confiar en la raça i ignorar les qüestions econòmiques només podia alienar els afroamericans i inhibir la unitat de la classe treballadora.
Després de la mort de Ióssif Stalin el 1953 i l'ascens al poder de Nikita Khrusxov, el CPUSA va seguir la política de desestalinització i «coexistència pacífica» de Khrusxov. Durant molt de temps admirador de Mao Zedong, Haywood va ser un dels pioners del moviment antirevisionista nascut a partir de la ruptura sinosoviètica. Per aquest motiu, va ser expulsat del CPUSA a finals de la dècada del 1950.
La decisió del CPUSA de canviar la seva posició sobre la qüestió nacional afroamericana va ser un factor clau en l'expulsió de Haywood. Tot i que el CPUSA no havia estat tan actiu des de la dissolució de la Sharecroppers Union del Deep South, el 1959 va abandonar oficialment la seva demanda d'autodeterminació per als afroamericans en sostenir que a mesura que es desenvoluparia el capitalisme també ho faria la unitat entre els blancs i els negres.
Segons Haywood, el «xovinisme blanc» al partit, més que una anàlisi acurada dels problemes econòmics, havia provocat el canvi de posició. També va argumentar que el canvi va impedir que el CPUSA encapçalés el moviment afroamericà pels drets civils, i considerava que el partit havia quedat enrere respecte de les accions del Martin Luther King i de la National Association for the Advancement of Colored People.
Les aportacions teòriques de Haywood han tingut influència en els estudis referents al materialisme històric, la geografia, l'educació marxista i els moviments socials.